# Ghein
Litera chirilică Ghayn sau Ayn (în limba kazahă) (Ғ,f) este un Г cu o linie orizontală. Este folosit în limba kazahă, limba uzbecă și limba tadjică unde reprezintă /ʁ/. În limba kazahă, această literă mai poate reprezenta  /ɣ/.

## Transliterație
În limba kazahă și limba tadjică, se translitereaza ca ğ sau gh și în limba uzbecă ca gʻ. În limba azeră, se transliterează ca ğ.